# یفروسینیا زارنیتسکا
یفروسینیا زارنیتسکا (انگلیسی: Yefrosyniya Zarnytska; ۲ آوریل ۱۸۶۷ – ۳۰ ژوئن ۱۹۳۶) بازیگر اهل اوکراین بود.